# ساج كاناكوبو
ساج كاناكوبو (باليابانية: 金久保 彩) (11 يناير 1989 في إيباراكي في اليابان – )؛ هو لاعب كرة قدم ياباني سابق كان يلعب كلاعب وسط.

## وصلات خارجية
- ساج كاناكوبو على موقع رابطة كرة القدم اليابانية للمحترفين (اليابانية)
- ساج كاناكوبو على موقع قاعدة بيانات كرة القدم.إي يو (الإنجليزية)
- ساج كاناكوبو على موقع Soccerway.com (الإنجليزية)